# Jan Rieuwertsz
Jan Rieuwertsz (Amsterdam, 1616 – Amsterdam, 1687) è stato un editore, rilegatore, stampatore e libraio olandese, attivo ad Amsterdam dal 1640 al 1686.

## Biografia
Jan Rieuwertsz nacque fra il 1616 e il 1617 da Rieuwert Jansz e Hilleti Pieters. Il 25 ottobre 1640 fu ammesso all'interno della corporazione dei librai e si stabilì nel quartiere Dirk van Hasseltsteeg ad Amsterdam, nella casa chiamata het Martelaarsboek, accanto al noto rilegatore Albert Magnus. 
Anche Rieuwertsz fu un rilegatore, ma acquisì maggiore notorietà come editore. Nel corso della sua vita pubblicò più di 230 titoli, spesso non stampati direttamente da lui. Egli tendenzialmente si dedicò ala stampa di brevetti e piccoli opuscoli. La sua casa era meta di pellegrinaggio di Mennoniti e Collegianti, che furono gli autori dela maggior parte del materiale edito da Rieuwertsz. Intorno al 1655 i Collegianti presero a riunirsi nella sua bottega. Egli stesso era membro della setta.
Egli appartenne alla ristretta cerchia di amici di Baruch Spinoza. Il gruppo comprendeva anche: il mercante e filosofo Pieter Balling, che tradusse l'opera di Spinoza in olandese; Jarig Jelles, mercante dell'Herengracht, che Spinoza conosceva dal 1654; Adrian Koerbagh e Johannes Koerbagh; il commerciante Simon Joosten de Vries, che era affezionato a Spinoza e provvedeva a fornirgli una rendita annuale; il fisico e professore Burchard de Volder, corrispondente filosofico di Leibniz; il diplomatico Coenraad van Beuningen. Tutti quanti loro commentarono le opere di Spinoza.
Inoltre, Rieuwertsz collaborò strettamente con Jan Hendrik Glazemaker, un traduttore di testi filosofici.
Il 1º gennaio 1675 fu nominato stampatore cittadino di Amsterdam al posto di Johannes van Ravestyn.

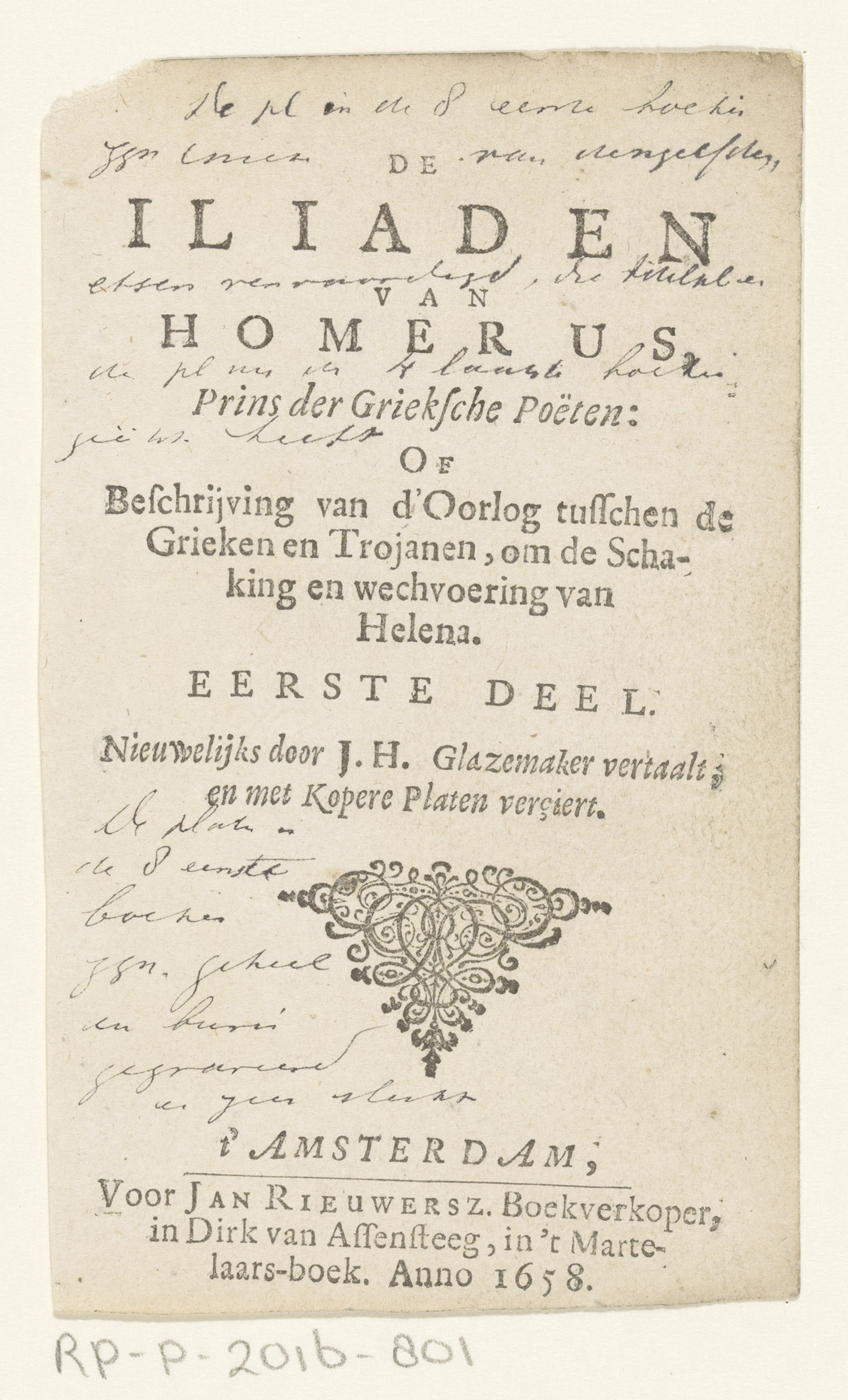
Frontespizio dell'Iliade di Omero in lingua olandese (Amsterdam, 1658)

## Opere pubblicate
Le opere pubblicate da Rieuwertsz furono redatte principalmente in lingua olandese, ad eccezione di poche che furono edite in francese e latino.
Rieuwertsz pubblicò, tra gli altri, i seguenti titoli:
- Anthony Jansen (1656), Zederymen.
- René Descartes (1657), Principia philosophiæ: of beginselen der wysbegeerte.
- J.A. Glazemaker (1658), Iliaden van Homerus, Amsterdam.
- Galenus Abrahamsz (1659), Nader verklaringe van den XIX artikelen.
- Camphuysen (1661), Theologische werken.[8]
- Pieter Balling (1684), Het licht op den Kandelaar.
- Gerard Brandt (1665), Stichtelijke gedichten, vervaetende verscheide gebeden, plichten en opwekkingen ter godtsaeligheit.
- Tileman van bracht (1669), Schoole der deugde.[9]
- Non firmato [Spinoza] (1669/70), Tractatus theologico-politicus.[10]
- Verduyn (1673), Oprecht historisch verhael, van 't geen voorgevallen is in Bodegraven en Swammerdam, door 't invallen en doorbreken der Fransen.
- Cl. Schaep (1671), Bloem-tuyntje.[11]
- Abrhaham de Graaf (1672), De beginselen van de algebra of stelkonst.[12]
- Spinoza (1677), De nagelaten schriften.[13]
- Ant. Bourignon (1683), Het Leven van Juffr. Antoinette Bourignon. Ten deelen by haar self, en ten deele by ymant anders van haar kennis, beschreven in de Tractaten.